# Bariera pełna
Bariera pełna – zapora inżynieryjna, rodzaj bariery przeciwczołgowej, budowana z okrąglaków i kamieni na drogach leśnych, duktach oraz w osiedlach. Jeśli  bariery te przyjmują postać ściany, przypominając wtedy formą barykady, to mogą mieć też strzelnice do prowadzenia ognia czołowego.